# Joanna Kopcińska
Joanna Maria Kopcińska, née le 2 janvier 1967 à Łódź en Pologne, est une femme politique polonaise, membre de Droit et justice. Elle est élue députée européenne en 2019.